# Дугі-Оток
Дугі-Оток (хорв. Dugi Otok, італ. Isola Lunga -Довгий острів) - острів у Хорватії, в центральній частині Далмації.

## Географія

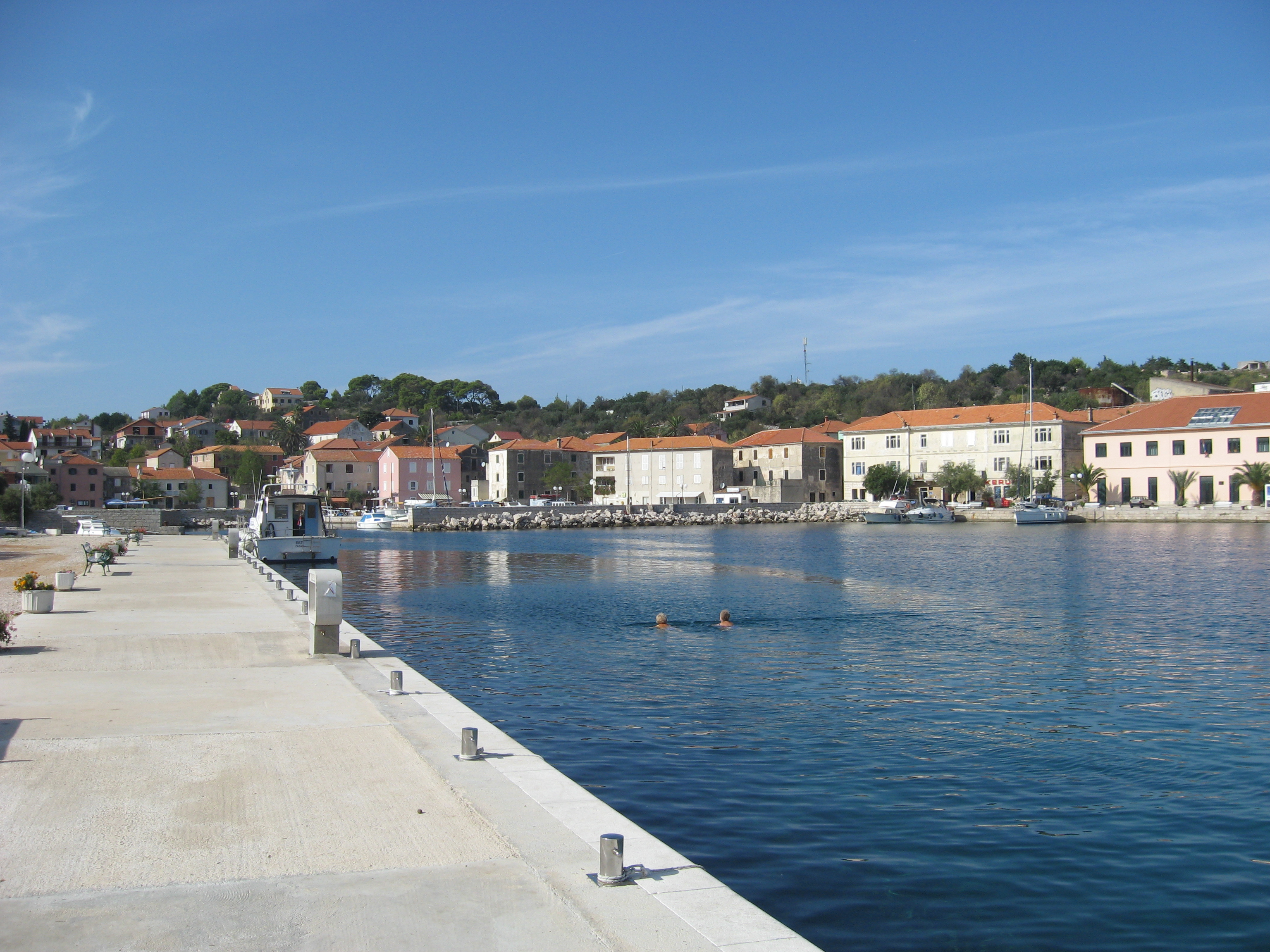
Селище Салі

Площа острова - 114,44 км ², довжина - 45 км, ширина близько 5 км. Довжина берегової лінії - 170,7 км. Найвища точка острова - гора Вела Варта (337 м).
Дугі-Оток - найбільший і найвіддаленіший від берега острів центральній Далмації. Він лежить навпроти Задара, відділений від материкового узбережжя островами Углян та Пашман. Острів витягнутий вузькою смугою з північного заходу на південний схід, як і більшість островів центральної Далмації. Форма острова дала йому ім'я - по-хорватськи «Дугі-Оток» означає «довгий острів».
Населення острова 1772 людини (2001 рік), яке проживає в 12 прибережних селищах. Найбільші з них - Велі Рат (Veli Rat) і Божава (Božava) на півночі острова, Брбінь (Brbinj) у центральній частині, Заглав (Zaglav) і Салі (Sali) - в південній. Найбільший населений пункт - Салі.
Від сусідніх островів Дугі-Оток відділений морськими протоками: на схід лежать острови Рава, Углян та Пашман; на південний схід острів Корнат, найбільший з архіпелагу Корнати, оголошеного національним парком. Від Дугі-Отока Корнат відокремлений вузькою протокою. У південній частині Дугі-Отока навколо бухти Телашчіца розташований однойменний природний парк.
Острів пов'язаний з Задаром поромними лініями. Пороми пристають до острова в селищах Салі, Заглав і Брбінь. Основне заняття місцевого населення - туристичний сервіс, рибний промисел, виноградарство, вирощування олив.

## Історія

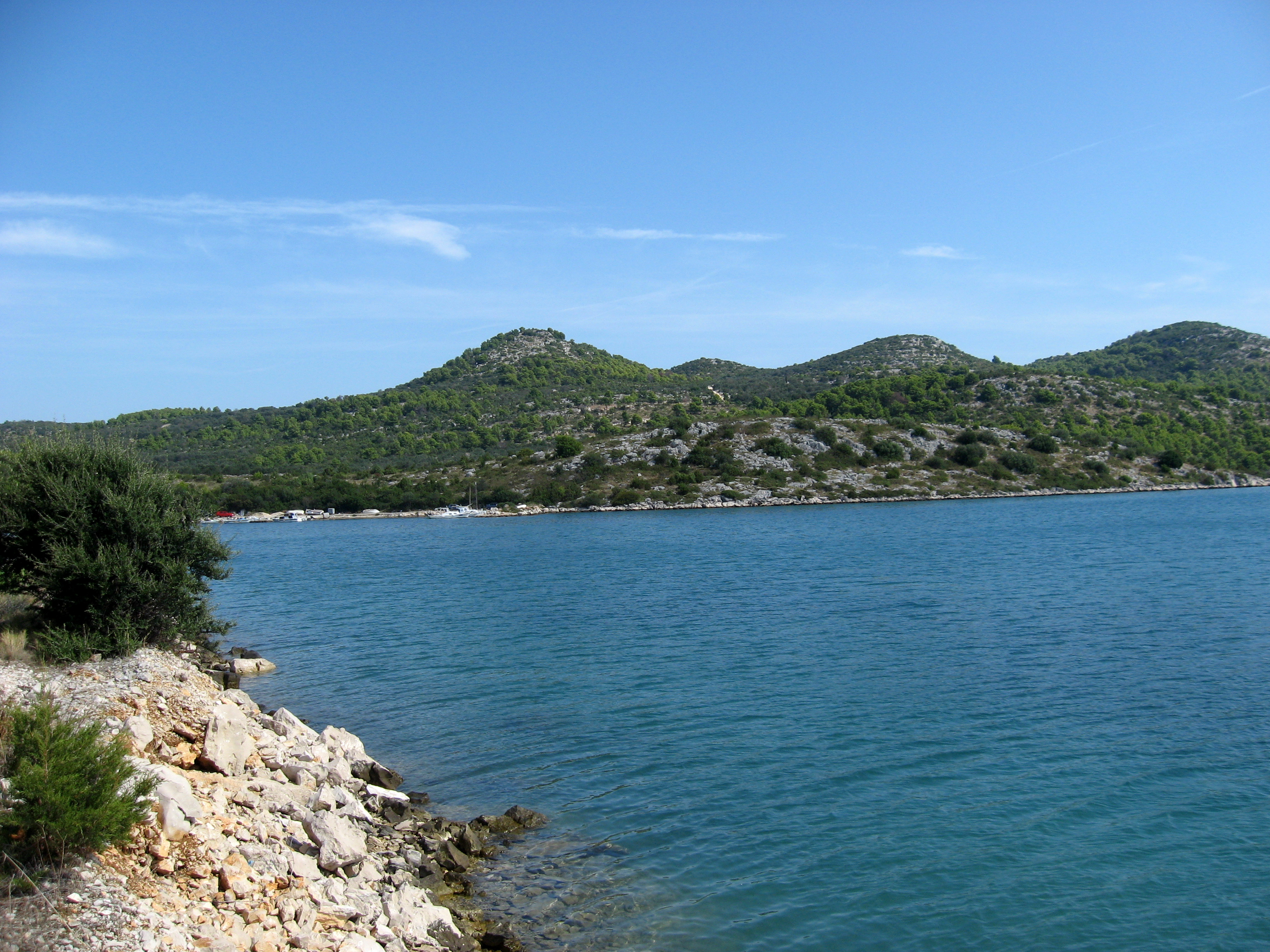
Бухта Телашчіца

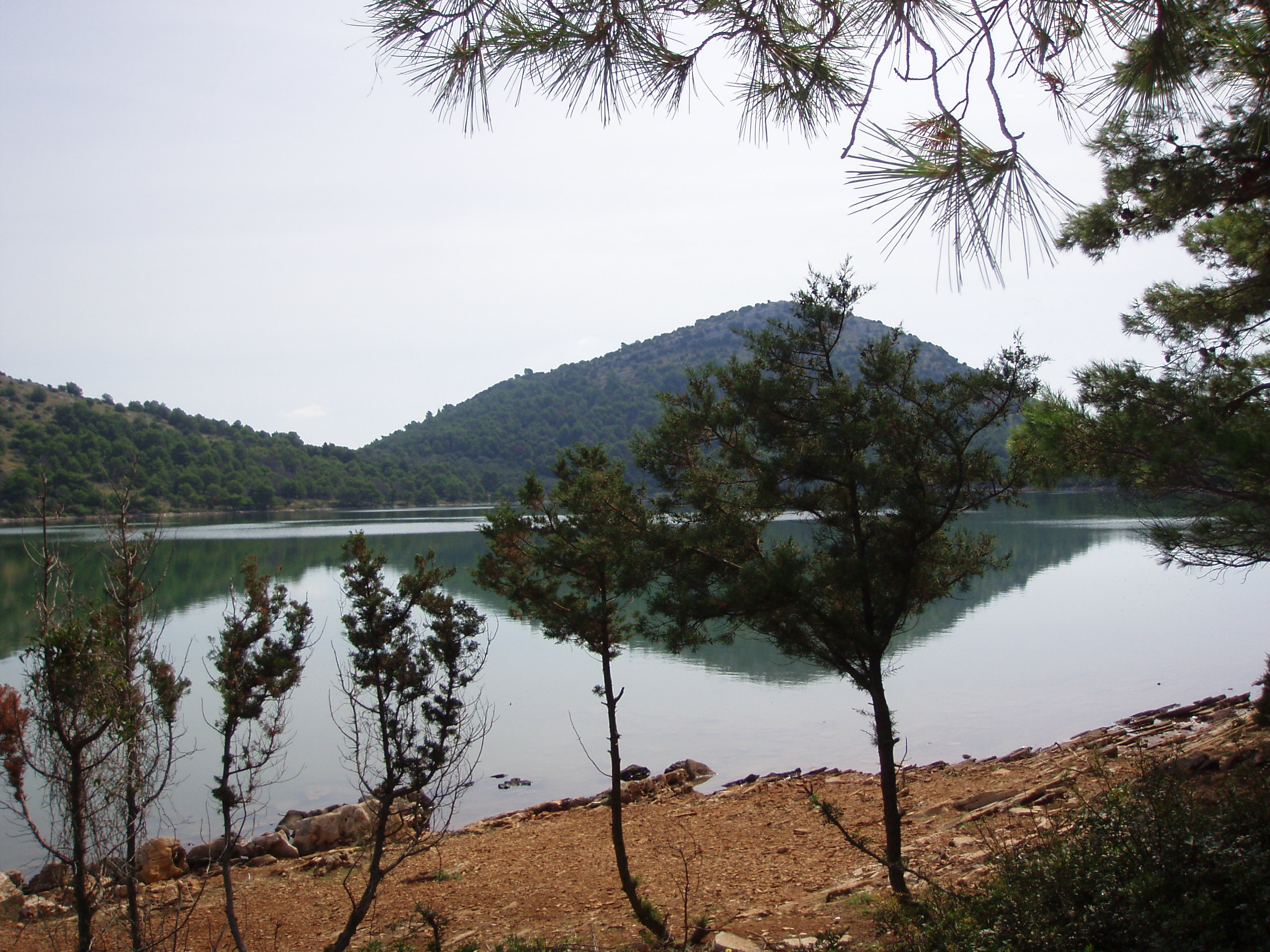
Озеро Мир

Острів був заселений з найглибших часів, що доводять археологічні пам'ятники часів палеоліту, а також могильні кургани та залишки поселень іллірійців. В  III столітті до н. е. Дугі Оток разом з усією Іллірією перейшов під контроль Риму.
В X ст.  острів згаданий в візантійських джерелах під назвою Пізух. Проте вже в XI ст.  острів змінює свою назву на Тілагус. Поступово це ім'я перейшло на велику південну бухту острова і дійшло до наших днів як Телашчіца.
В Середні віки острів, як і вся Далмація належав Венеції. Після падіння венеційської республіки в 1797 р. острів став належати Австрії. Після першої світової війни він увійшов до складу Югославії. Після розпаду останньої в 1990 р. острів став частиною незалежної Хорватії.

## Пам'ятки
- Природний парк Телашчіца. Парк займає південну частину острова, що примикає до великої бухти Телашчіца, а також 13 довколишніх маленьких острівців. Загальна площа парку разом з морською територією - 70,5 км ². Бухта Телашчіца - одна з найбільших і найкрасивіших бухт на хорватських островах. Особливою визначною пам'яткою парку є прямовисні скелі на морському березі, в яких гніздиться безліч птахів. Солоне озеро Світ, також розташоване на території парку, відоме своїм цілющим мулом.
- Печера Страшна Піч (Strašna peć ). Відкрита в 1898 р. Найбільша карстова печера острова.
- Собор Вознесіння Діви Марії в Салі. Початковий храм був побудований в IX століття е. В 1465 р. на його місці збудовано новий.
- Церква св. Пелегрінав Саварен. Ймовірно найстаріша споруда на острові. Хоча дата споруди є предметом диспуту, більшість вчених вважають, що вона побудована до IX століття.
- Маяк Велі Рат. Найбільший маяк на Адріатиці (42 метри) з більш ніж 150-річною історією.